# Dicranomyia acanthophallus
Dicranomyia acanthophallus là một loài ruồi trong họ Limoniidae. Chúng phân bố ở miền Australasia.